# Asbestosi
L' asbestosi és una malaltia pulmonar causada per la inhalació de fibres d'asbest (també conegut com a amiant). És un tipus de pneumoconiosi.

## Causes
La inhalació de fibres d'asbest pot produir formació de teixit cicatricial (fibrosi) a l'interior del pulmó. El teixit pulmonar cicatritzat no s'expandeix ni es contrau en forma normal i tampoc pot fer l'intercanvi gasós.
La severitat de la malaltia depèn de quant temps la persona va estar exposada a l'asbest i de la quantitat inhalada. Sovint, els símptomes i la fibrosi pulmonar no es presenten i no es noten durant un període de 20 anys o més després de l'exposició a l'asbest.
Gent que treballa en indústries que fabriquen o usen productes d'asbest o que treballen en la mineria d'asbest pot estar exposada a alts nivells d'asbest. Gent que viu a prop d'aquestes indústries també pot estar exposada a alts nivells d'asbest en l'aire.
Les fibres d'asbest poden alliberar a l'aire en pertorbar materials que contenen asbest durant l'ús del producte, demolicions, manteniment, reparació i renovació d'edificis o habitatges. En general, l'exposició pot passar només quan el material que conté asbest és pertorbat de manera que allibera partícules o fibres a l'aire.
L'aigua potable pot contenir asbest de fonts naturals o de canonades de ciment que contenen asbest.
Les malalties relacionades amb l'asbest inclouen: plaques pleurals (calcificació), mesotelioma maligne i vessament pleural. Els mesoteliomes poden desenvolupar de 20 a 40 anys després de l'exposició. Avui en dia, és menys probable que els treballadors desenvolupin aquesta malaltia relacionada amb l'asbest a causa de les regulacions governamentals.
El consum de cigarret incrementa el risc de desenvolupar la malaltia.